# MLB All-Star Game 1952
MLB All-Star Game 1952 – 19. Mecz Gwiazd ligi MLB, który rozegrano 8 lipca 1952 roku na stadionie Shibe Park w Filadelfii. Mecz zakończył się zwycięstwem National League All-Stars 3–2. Spotkanie obejrzało 32 785 widzów. Po raz pierwszy w historii Mecz Gwiazd został przerwany z powodu obfitych opadów deszczu. Spotkanie zakończono po rozegraniu pięciu inningów.

## Wyjściowe składy
| American League | American League | American League | American League | National League | National League | National League | National League |
| #               | Zawodnik        | Klub            | Pozycja         | #               | Zawodnik        | Klub            | Pozycja         |
| --------------- | --------------- | --------------- | --------------- | --------------- | --------------- | --------------- | --------------- |
| 1               | Dom DiMaggio    | Red Sox         | CF              | 1               | Whitey Lockman  | Giants          | 1B              |
| 2               | Hank Bauer      | Yankees         | RF              | 2               | Jackie Robinson | Dodgers         | 2B              |
| 3               | Dale Mitchell   | Indians         | LF              | 3               | Stan Musial     | Cardinals       | CF              |
| 4               | Al Rosen        | Indians         | 3B              | 4               | Hank Sauer      | Cubs            | LF              |
| 5               | Yogi Berra      | Yankees         | C               | 5               | Roy Campanella  | Dodgers         | C               |
| 6               | Eddie Robinson  | White Sox       | 1B              | 6               | Enos Slaughter  | Cardinals       | RF              |
| 7               | Bobby Ávila     | Indians         | 2B              | 7               | Bobby Thomson   | Giants          | 3B              |
| 8               | Phil Rizzuto    | Yankees         | SS              | 8               | Granny Hamner   | Phillies        | SS              |
| 9               | Vic Raschi      | Yankees         | P               | 9               | Curt Simmons    | Phillies        | P               |

| American League                                                                           | 0 | 0 | 0 | 2 | 0 | – | – | – | – | 2 | 5 | 0 |
| National League                                                                           | 1 | 0 | 0 | 2 | 0 | – | – | – | – | 3 | 3 | 0 |
| WP: Bob Rush (1–0) LP: Bob Lemon (0–1) Home runy: NL: Jackie Robinson (1), Hank Sauer (1) |   |   |   |   |   |   |   |   |   |   |   |   |

## Składy
| Miotacze - Jim Hearn (1) - Sal Maglie (2) - Robin Roberts (3) - Preacher Roe (4) - Bob Rush (2) - Curt Simmons (1) - Warren Spahn (5) - Gerry Staley (1) Łapacze - Toby Atwell (1) - Roy Campanella (4) - Wes Westrum (1) |  | Wewnątrzpolowi - Alvin Dark (2) - Granny Hamner (1) - Grady Hatton (1) - Gil Hodges (4) - Whitey Lockman (1) - Pee Wee Reese (8) - Jackie Robinson (4) - Red Schoendienst (6) - Bobby Thomson (3) Zapolowi - Carl Furillo (1) - Monte Irvin (1) - Ralph Kiner (5) - Stan Musial (9) - Hank Sauer (2) - Enos Slaughter (9) - Duke Snider (3) |  | Menadżer - Leo Durocher Trenerzy - Frank Shellenback - Eddie Stanky |

| Miotacze - Mike Garcia (1) - Bob Lemon (5) - Satchel Paige (1) - Vic Raschi (4) - Allie Reynolds (3) - Bobby Shantz (2) Łapacze - Yogi Berra (5) - Jim Hegan (5) - Birdie Tebbetts (2) |  | Wewnątrzpolowi - Bobby Ávila (1) - Ferris Fain (3) - Nellie Fox (2) - Eddie Joost (2) - George Kell (6) - Gil McDougald (1) - Phil Rizzuto (4) - Eddie Robinson (3) - Al Rosen (1) - Eddie Yost (1) Zapolowi - Hank Bauer (1) - Dom DiMaggio (7) - Larry Doby (4) - Jackie Jensen (1) - Mickey Mantle (1) - Minnie Miñoso (2) - Dale Mitchell (2) - Vic Wertz (3) |  | Menadżer - Casey Stengel Trenerzy - Tony Cuccinello - Al Lopez |

- W nawiasie podano liczbę powołań do All-Star Game.